# Kazimierz Wyka
Kazimierz Wyka (19. března 1910, Krzeszowice – 19. ledna 1975, Krakov) byl polský literární historik, literární kritik, profesor Jagellonské univerzity a poslanec polského sněmu.

## Životopis
Byl synem majitele malé pily. Studoval polskou filologii na Jagellonské univerzitě (1928–1932), mimo jiné u Ignace Chrzanowského, Stefana Kołaczkowského a Kazimiera Nitscheho. V červnu 1939 se vrátil do Krzeszowic a zůstal zde až do roku 1945. Za okupace spolupracoval s katolickou Unií.
Po studiích pracoval na univerzitě jako asistent; v roce 1946 habilitoval a v roce 1948 se stal profesorem. Jeho literární seminář se stal základem krakovské školy kritiky.
V období 1963–1965 byl univerzitním protektorem. V 1948 spoluzaložil Instytut Badań Literackich, který vedl v letech 1953–1970. Byl také zvolen do polského sněmu (1952–1956).
Signatář Listu 34, který byl otištěn v The Times - svůj podpis ale odvolal.
Zajímal se o dobu romantismu a tvorbu Stanisława Brzozowského. Za svou činnost získal řadu ocenění.
Na jeho počest vznikla v roce 1980 Cena Kazimierze Wyky.